# Nuevo Barro
Nuevo Barro är en ort i Mexiko.   Den ligger i kommunen Gómez Palacio och delstaten Durango, i den centrala delen av landet, 800 km nordväst om huvudstaden Mexico City. Nuevo Barro ligger 1 105 meter över havet och antalet invånare är 202.
Terrängen runt Nuevo Barro är mycket platt. Runt Nuevo Barro är det glesbefolkat, med 9 invånare per kvadratkilometer. Närmaste större samhälle är Banco Nacional, 4,7 km öster om Nuevo Barro. Trakten runt Nuevo Barro består till största delen av jordbruksmark.